# Eric Paytherus Nares
Eric Paytherus Nares, CBE, MC s ploščico, britanski general, * 9. julij 1892, † 18. junij 1947.
Njegov zadnji položaj, neposredno po koncu druge svetovne vojne, je bil poveljnik britanskega sektorja okupiranega Berlina.